# Pottsiella
Pottsiella is een monotypisch mosdiertjesgeslacht uit de familie van de Pottsiellidae en de orde Ctenostomatida. De wetenschappelijke naam ervan is in 1887 voor het eerst geldig gepubliceerd door Kraepelin.

## Soort
- Pottsiella erecta (Potts, 1884)